# Блокаторы H2-гистаминовых рецепторов
Блока́торы H2-гистами́новых реце́пторов (синонимы: H2-блока́торы, H2-антигистами́нные сре́дства, антагони́сты H2-гистами́новых реце́пторов) — лекарственные препараты, предназначенные для лечения кислотозависимых заболеваний желудочно-кишечного тракта за счёт снижения продукции соляной кислоты посредством блокирования гистаминовых H2-рецепторов париетальных клеток слизистой оболочки желудка. Относятся к антисекреторным препаратам.

## Из истории H2-блокаторов
В начале XX века физиолог Генри Дейл и химик Джорж Баргер обнаружили неизвестное ранее биологически активное вещество, в дальнейшем идентифицированное как β-имидазолил-этиламин и позже получившее наименование гистамин. Несмотря на то, что Дейл много занимался исследованием гистамина, он не обратил внимание на его роль в секреции желудком соляной кислоты. И только после открытия этой роли учеником Ивана Павлова Львом Попельским (в 1916 году), Дейл в опытах на животных установил, что введение гистамина, увеличивая желудочную секрецию, способствует развитию язвенной болезни. В 1936 году Дейл за работы в этой области получил Нобелевскую премию.
Несмотря на значительные усилия, длительное время не было найдено вещество, тормозящее кислотостимулирующее действие гистамина, и, только в 1972 году Джэймс Блэк, работавший в фирме «Smith Kline and French» (сегодня относится к фирме «GlaxoSmithKline»), Великобритания, испробовав более 700 разных структур, обнаружил, что соединение буримамид, содержащее имидазольное кольцо в боковой цепи, действует на рецепторы желудка (позже названые H2-рецепторами). За идентификацию H2-рецепторов и разработку лекарственных средств, блокирующих их, Блэк в 1988 году был удостоен Нобелевской премии.
В 1975-м году появился циметидин («Smith Kline and French»), в 1979-м — ранитидин («Smith Kline and French»), в 1984-м — фамотидин («Merck»), в 1987-м — низатидин («Eli Lilly and Company», США). H2-блокаторы сразу стали «золотым стандартом» терапии кислотозависимых заболеваний, а ранитидин к 1988 году — наиболее продаваемым рецептурным препаратом и оставались ими до появления ингибиторов протонного насоса (омепразола).

## Клиническое использование
H2-блокаторы часто используются при лечении язвенной болезни. Это связано прежде всего с их способностью уменьшать секрецию соляной кислоты. Кроме того, H2-блокаторы подавляют продукцию пепсина, увеличивают выработку желудочной слизи, повышают синтез простагландинов в слизистой оболочке желудка, увеличивают секрецию бикарбонатов, улучшают микроциркуляцию, нормализуют моторную функцию желудка и двенадцатиперстной кишки.
H2-блокаторы также применяются при лечении широко круга заболеваний желудочно-кишечного тракта, в том числе:
- гастроэзофагеальной рефлюксной болезни[3],
- острого[4] и хронического[5] панкреатита,
- диспепсии[6],
- респираторных рефлюкс-индуцированных заболеваний[7], в том числе, рефлюкс-индуцированной бронхиальной астмы[8],
- синдрома Золлингера — Эллисона[9],
- хронического гастрита и дуоденита[10],
- пищевода Барретта[11] и других кислотозависимых заболеваний.

## Поколения H2-блокаторов
Принята следующая классификация H2-блокаторов по поколениям:
- I поколение — циметидин,
- II поколение — ранитидин,
- III поколение — фамотидин,
- IV поколение — низатидин,
- V поколение — роксатидин.

Циметидин, H2-блокатор I поколения, обладает серьёзными побочными проявленими: он блокирует периферические рецепторы мужских половых гормонов (андрогенные рецепторы), существенно снижая потенцию и приводит к развитию импотенции и гинекомастии. Также возможны диарея, головные боли, транзиторные артралгии и миалгии, блокирование системы цитохрома Р450, повышение уровня креатинина в крови, поражение центральной нервной системы, гематологические изменения, кардиотоксические эффекты, иммуносупрессивное действие.
Ранитидин имеет меньше типичных для циметидина побочных эффектов, а препараты последующих поколений — ещё меньше. При этом активность фамотидина в 20—60 раз превышает активность циметидина и в 3-20 раз активность ранитидина. По сравнению с ранитидином фамотидин более эффективно повышает pH и снижает объем желудочного содержимого. Длительность антисекреторного действия ранитидина — 8-10 часов, а фамотидина — 12 часов.
H2-блокаторы IV и V поколений низатидин и роксатидин на практике мало чем отличаются от фамотидина и не имеют перед ним существенных преимуществ, а роксатидин даже немного проигрывает фамотидину в кислотоподавляющей активности.

## Прочие H2-блокаторы
- Ранитидина висмута цитрат — H2-антигистаминное и антихеликобактерное средство. Предназначен для лечения язвенной болезни желудка и двенадцатиперстной кишки[12]. В США на фармакологический рынок не допущен. Ранитидин висмута цитрат признан на Маастрихтской конференции 2000 года препаратом, использующимся (наравне с ингибиторами протонного насоса) при эрадикации Helicobacter pylori в составе так называемой тройной терапии схемы первой линии[13].
- H2-блокатор лафутидин в 2000 году выведен на рынок Японии[14] и продаётся фирмой «Taiho Pharmaceutical Company Ltd» под торговым наименованием «Protecadin»[15].
- H2-блокатор ниперотидин при исследованиях с помощью суточной pH-метрии показал хорошие результаты по угнетению кислотопродукции[16], однако в результате дальнейших испытаний выяснилось его отрицательное влияние на печень человека[17].
- H2-блокатор и цитопротектор эбротидин[18] считался в середине 1990-х годов одним из перспективных антисекреторных средств с антихеликобактерными свойствами[19]. По результатам долговременной внутрижелудочной pH-метрии было показано, что кислотоподавляющее действие эбротидина близко циметидину[20].

## H2-блокаторы в современной гастроэнтерологической практике. Индивидуальный подбор препаратов
О месте H2-блокаторов среди других противоязвенных препаратов см. «Место ингибиторов протонного насоса среди других противоязвенных препаратов».
Из-за побочных эффектов циметидин в настоящее время не применяется. Ранитидин, чья кислотоподавляющая способность немного проигрывает фамотидину (или хотя бы не превосходит), но обладает более широким спектром побочных эффектов, также уходит из лечебной практики (ранитидина висмута цитрат, используемый для антихеликобактерной терапии является исключением). Другие однокомпонентные H2-блокаторы также не имеют заметных преимуществ перед фамотидином и, вынужденные, кроме того, конкурировать с ингибиторами протонного насоса, не получили широкого распространения в российском (а также мировом) здравоохранении. Поэтому сегодня в России из H2-блокаторов, с точки зрения практической гастроэнтерологии, актуален только фамотидин.
«В общем» H2-блокаторы проигрывают по целому ряду основных характеристик ингибиторам протонного насоса, не превосходя их по другим. Однако ИПП имеют ряд недостатков, среди которых: высокий процент пациентов, имеющих резистентность к тем или иным ИПП, возможность так называемого «ночного кислотного прорыва» и т. д. В силу этого у ряда пациентов фамотидин оказывается приемлемее ингибиторов протонного насоса.
Поэтому больным с язвой желудка и язвой двенадцатиперстной кишки, особенно больным с впервые выявленной язвой и с хронической язвой, резистентной к проводимой терапии, часто необходим индивидуальный подбор кислотоподавляющих препаратов. Несмотря на доказанную эффективность ИПП — на купирование клинических симптомов в течение 1-3 дней от начала приема препарата существует индивидуальная чувствительность организма больного к секреторным препаратам, оценить которую можно только при проведении внутрижелудочной pH-метрии, на основании которой осуществляется выбор конкретного антисекреторного препарата — ингибитора протонного насоса или H2-блокатора.

## Оценка антисекреторного эффекта препаратов
Оценка антисекреторного действия различных препаратов проводится с помощью внутрижелудочной pH-метрии (для этого применяется ацидогастромониторы или ацидогастрометры).
Критерии оценки антисекреторного действия H2-блокаторов не отличаются от критериев оценки антисекреторного действия ингибиторов протонного насоса.

## Синдром рикошета
«Синдром рикошета» или «синдром отмены» — свойство H2-блокаторов при резком прекращении их приёма вызывать увеличение кислотности и, как следствие, обострение заболевания.

## H2-блокаторы в классификаторах, реестрах и официальных документах
- В Анатомо-терапевтическо-химической классификации (АТХ) существует отдельная группа «Блокаторы H2-гистаминовых рецепторов», имеющая код A02BA и входящая в раздел A02B «Противоязвенные препараты»[24]. В международном аналоге АТХ — классификаторе ATC раздел A02B называется «Препараты для лечения язвенной и гастроэзофагеальной рефлюксной болезней» (англ. Drugs for peptic ulcer and gastro-oesophageal reflux diaseas (GORD))[25].
- В Фармакологическим указателе имеется группа «H2-антигистаминные средства», которая входит в категорию «Гистаминолитики»[26].
- В «Перечень жизненно необходимых и важнейших лекарственных средств» (в раздел «А02В. „Препараты для лечения язвенной болезни желудка и двенадцатиперстной кишки и гастроэзофагальной рефлюксной болезни (ГЭРБ)“») включены ранитидин (раствор для внутривенного и внутримышечного введения; раствор для инъекций; таблетки, покрытые оболочкой; таблетки, покрытые пленочной оболочкой) и фамотидин (лиофилизат для приготовления раствора для внутривенного ведения; таблетки, покрытые оболочкой; таблетки, покрытые пленочной оболочкой).[27]
- Стандарты медицинской помощи, утверждённые Минздравсоцразвития России, определяют, что при лечении больных:
  - язвой желудка и двенадцатиперстной кишки[28], гастроэзофагеальной рефлюксной болезнью[29], хроническим гастритом, дуоденитом, диспепсией[30] в 100 % случаев (исключения: хронический гастрит, дуоденит, диспепсия — в 80 % случаев) назначаются H2-блокаторы; в том числе в 50 % из них — ранитидин в курсовой дозе от 4,2 до 8,4 г и в 50 % — фамотидин (от 0,56 до 1,12 г);
  - с термическими и химическими ожогами пищевода — в 10 % случаев назначается циметидин (курсовая доза 16 г), в 10 % — ранитидин (2 г) и в 10 % — фамотидин (400 мг)[31].
- Food and Drug Administration (государственный орган США) одобрены следующие H2-блокаторы: циметидин, ранитидин, фамотидин и низатидин. В относительно низких дозах разрешён их безрецептурный отпуск.